# Symphurus macrophthalmus
Symphurus macrophthalmus és un peix teleosti de la família dels cinoglòssids i de l'ordre dels pleuronectiformes que viu al Golf Pèrsic.